# Athoracophorus suteri
Athoracophorus suteri är en snäckart som beskrevs av Burton 1963. Athoracophorus suteri ingår i släktet Athoracophorus och familjen Athoracophoridae. Inga underarter finns listade i Catalogue of Life.